# Medaille voor Oorlogsverdienste aan Dameslint
De Medaille voor Oorlogsverdienste aan Dameslint (Duits: Kriegsverdienstmedaille an der Damenschleife werd op 21 november 1916 door de laatste Oldenburgse regerende groothertog Frederik August ingesteld. Er was ook een Zivil-Verdienstmedaille)
In eerste instantie was de Medaille aan het dameslint niet ingesteld om vrouwen die in fabrieken de plaats van de aan de twee fronten vechtende mannen hadden ingenomen te decoreren. De Oldenburgse regering heeft vooral aan medewerksters in de lazaretten gedacht. Zij kwamen niet in aanmerking voor het Friedrich August-Kruis, het lint voor non-combattanten zoals de verplegers, de verpleegsters en de artsen.
In 1917 was er een materialenslag van ongekende omvang uitgebroken. De geallieerden probeerden Duitsland en zijn bondgenoten uit te putten en de gehele Duitse bevolking werd voor de oorlogsinspanning gemobiliseerd. Zo kon het gebeuren dat arbeidersvrouwen en boerinnen, voor zover zij het werk van de mannen hadden overgenomen, nu in aanmerking kwamen voor een medaille.
De ovale medaille was van zwart gemaakt ijzer vervaardigd en werd aan een oranje lint met drie blauwe strepen op de linkerschouder gedragen. Er zijn geen vergulde of zilveren medailles bekend.
Het fabriceren van ijzeren onderscheidingen, en sieraden van gietijzer, het "Fer de Berlin" gold in Duitsland al sinds de instelling van het IJzeren Kruis tijdens de Napoleontische oorlogen als vaderlandslievend. Het materiaal herinnerde aan de oorlog en men gaf de luxe van edelmetaal op om de oorlogsinspanning te ondersteunen.
Op de voorzijde staat een naar links kijkende buste van de groothertog afgebeeld. Daaromheen staat de tekst "FRIEDRICH AUGUST GROSSHERZOG VON OLDENBURG". Op de keerzijde staat tussen twee kleine kruisen van ijzeren parels de tekst "FÜR VERDIENSTE IN WELTKRIEG". In het decoreren van dames was deze keer, bij uitzondering, voorzien en in 1917 werd een gelijkvormige Medaille voor Oorlogsverdienste (Oldenburg) voor mannen die zich verdienstelijk maakten aan het thuisfront of aan het front, zonder in aanmerking te komen voor een andere onderscheiding, ingesteld.
De beide medailles werden in 1918 afgeschaft.
De medailles worden vrij geregeld op veilingen aangeboden en de ijzeren medaille brengt daar ongeveer 100 euro op.